# Портрет Алексея Ивановича Бартоломея
«Портрет Алексея Ивановича Бартоломея» — картина Джорджа Доу и его мастерской из Военной галереи Зимнего дворца.
Картина представляет собой погрудный портрет генерал-лейтенанта Алексея Ивановича Бартоломея из состава Военной галереи Зимнего дворца.
Во время Отечественной войны 1812 года Бартоломей был капитаном лейб-гвардии Егерского полка и состоял при М. Б. Барклае де Толли и М. И. Кутузове, за отличие в Смоленском сражении произведён в полковники. В Заграничных походах за отличие в Битве народов под Лейпцигом получил чин генерал-майора с зачислением в Свиту. Во время Ста дней командовал 3-й бригадой 14-й пехотной дивизии и снова был в походе во Францию .
Изображён в профиль в генеральском вицмундире, введённом для пехотных генералов 7 мая 1817 года, в руках генеральская шляпа с перьями. На шее кресты ордена Св. Анны 2-й степени с алмазами, австрийского ордена Леопольда 2-й степени, прусских орденов Красного орла 2-й степени и Пур ле Мерит; на груди кресты орденов Св. Владимира 4-й степени с бантом и Св. Георгия 4-й степени, золотой крест за Прейсиш-Эйлау, серебряная медаль «В память Отечественной войны 1812 года» на Андреевской ленте, бронзовая дворянская медаль «В память Отечественной войны 1812 года» на Владимирской ленте и крест баварского Военного ордена Максимилиана Иосифа 3-й степени. Справа внизу под краем треуголки подпись художника: Painted from nature by GEO DAWE RA. С тыльной стороны картины надпись: Bartcholomew. Подпись на раме: А. И. Бартоломей, Генералъ Маiоръ.
7 августа 1820 года Бартоломей был включён в список «генералов, которых служба не принадлежит до рассмотрения Комитета». 11 января 1822 года император Александр I повелел написать его портрет и из Инспекторского департамента Военного министерства Бартоломею, который в это время проходил службу в столице, было выдано предписание о встрече с художником. Гонорар за работу Доу был выплачен 24 февраля 1822 года. Готовый портрет был принят в Эрмитаж 7 сентября 1825 года. В. К. Макаров назвал этот портрет одной из лучших работ Доу.